# Gran Premio di Monaco 2024
Il Gran Premio di Monaco 2024 è stata l'ottava prova della stagione 2024 del campionato mondiale di Formula 1. La gara si è corsa domenica 26 maggio sul circuito di Monte Carlo nel Principato di Monaco ed è stata vinta dal monegasco Charles Leclerc su Ferrari, al sesto successo in carriera; Leclerc ha preceduto all'arrivo l'australiano Oscar Piastri su McLaren-Mercedes, e il compagno di squadra, lo spagnolo Carlos Sainz Jr..

## Vigilia

### Aspetti tecnici
Per questo Gran Premio la Pirelli, fornitore unico degli pneumatici, offre la scelta tra gomme di mescola C3, C4 e C5, la tipologia di mescole più morbide che caratterizzano l'intera gamma messa a disposizione dall'azienda fornitrice degli pneumatici. Fin dall'edizione 2019 del Gran Premio, la Pirelli ha sempre stabilito la stessa tipologia di pneumatici per questo appuntamento, viste le caratteristiche del tracciato cittadino che non comporta un elevato degrado degli pneumatici. Essa viene stabilita per la terza volta in stagione, nonché consecutiva dopo il precedente Gran Premio dell'Emilia-Romagna. Prima del Gran Premio di Miami, la Pirelli nomina allo stesso tempo la scelta degli pneumatici per il successivo Gran Premio del Canada.
La Federazione stabilisce la tradizionale zona posta lungo il rettilineo principale dei box in cui i piloti possono attivare il DRS. Il detection point, ovvero il punto per la determinazione del distacco tra i piloti, necessario per consentire l'uso del dispositivo, è stabilito dopo la curva 16. Fin dall'introduzione del dispositivo mobile in Formula 1, durante la stagione 2011, il circuito di Monte Carlo è uno dei pochi tracciati utilizzati nel calendario del campionato mondiale di Formula 1 dove viene utilizzata una sola zona DRS. Durante le stagioni 2011 e 2012 il dispositivo mobile, secondo il regolamento tecnico, poteva essere aperto su tutto il tracciato nelle sessioni di prove libere e in qualifica, ma nel caso del circuito di Monte Carlo la Federazione ne vietò l'utilizzo in punti che avrebbero potuto mettere a rischio l'incolumità dei piloti, come sotto il tunnel.
Per questo appuntamento, la velocità massima consentita dentro la corsia dei box è stabilita a 60 km/h. La Federazione stabilisce che se i piloti usano la via di fuga della chicane della curva 10 e della curva 11, quest'ultimi possono rientrare in pista solo quando le luci, azionate sul posto dal commissario, sono diventate verdi. Rispetto all'edizione del 2023, il circuito è oggetto di alcune modifiche. Il tracciato è stato riasfaltato tra l'uscita della curva 4 fino all'ingresso della curva 6, tra l'uscita della curva 6 fino all'ingresso della curva 10, e tra l'uscita della curva 19 fino all'uscita della curva 1. Le recinzioni tra la curva 13 e la curva 15 sul lato sinistro sono state aggiornate con la parte superiore angolata a 45 gradi.
La Federazione rende noto che al termine della gara del precedente Gran Premio dell'Emilia-Romagna, tra le prime dieci vetture classificate è stata sorteggiata la Ferrari di Charles Leclerc per le verifiche tecniche. Le ispezioni hanno riguardato le sospensioni molleggiate, gli ammortizzatori anteriori e posteriori, tutti i componenti delle sospensioni interne anteriori e posteriori, nonché tutti i sensori collegati. Tutti i componenti ispezionati sono risultati essere conformi al regolamento tecnico.
Prima dell'inizio della prima sessione di prove libere del venerdì, sulla vettura di Max Verstappen, Kevin Magnussen e Nico Hülkenberg viene installata la seconda unità relativa al sistema di recupero dell'energia. Sulla vettura di Magnussen e Hülkenberg viene installata la seconda unità relativa all'unità di controllo elettronico. Tutti e tre i piloti non sono penalizzati sulla griglia di partenza in quanto i nuovi componenti installati rientrano tra quelli utilizzabili nel numero massimo stabilito dal regolamento tecnico.

### Aspetti sportivi
Il Gran Premio rappresenta l'ottavo appuntamento stagionale a distanza di una settimana dalla disputa del Gran Premio dell'Emilia-Romagna, settima gara del campionato. Per la seconda volta in stagione, il calendario prevede una prova a distanza di una settimana dall'altra. Il campionato mondiale disputa il secondo appuntamento della stagione, nonché consecutivo, in Europa. Il Gran Premio è la terza e ultima prova calendarizzata nel mese di maggio. La gara viene disputata in questo mese ininterrottamente dall'edizione del 2004. Il campionato disputa un appuntamento sulla tipologia di tracciato cittadino per la prima volta dal Gran Premio d'Australia. Il contratto per l'inserimento della gara nel calendario mondiale, sempre sul circuito di Monte Carlo, è stato rinnovato nel mese di settembre 2022 fino alla prossima stagione. Il Gran Premio non presenta una sponsorizzazione nella denominazione ufficiale, in quanto gestito dall'Automobile Club de Monaco.
Presente nel calendario del campionato mondiale di Formula 1 fin dall'edizione inaugurale del 1950 e valido quale prova della categoria dallo stesso anno, il Gran Premio di Monaco vede la disputa dell'ottantunesima edizione, la settantesima valida per il mondiale. La prima edizione, non valida per il mondiale, si disputò il 14 aprile 1929 sotto l'impulso del dirigente sportivo locale Antony Noghès, fondatore dell'Automobile Club de Monaco. Insieme ai Gran Premi di Gran Bretagna, Svizzera, Belgio, Francia e Italia, compresa un'edizione della 500 Miglia di Indianapolis valida per il mondiale, la gara monegasca è una delle prove che caratterizzò il calendario dell'edizione inaugurale del mondiale di Formula 1. Il circuito di Monte Carlo è sempre stata l'unica sede dell'appuntamento, su otto diverse configurazioni, la cui la più recente in uso fin dalla stagione 2015. Il circuito del Principato, che disputa una prova valida per il campionato mondiale di Formula 1 per la settantesima volta nella storia della categoria, è dietro solo all'Autodromo nazionale di Monza con settantatré, sede del Gran Premio d'Italia, per maggior numero di edizioni disputate nella storia della Formula 1. È il più breve tra tutti i circuiti attualmente utilizzati nel campionato mondiale con i suoi 3 337 metri, e quello con le velocità più basse, a causa della tortuosità del percorso e della ridotta carreggiata, quasi completamente priva di vie di fuga. I piloti lo percorrono per 78 volte, per un totale di 260,286 km, rispetto ai classici 305 km previsti per gli altri appuntamenti. Il Gran Premio di Monaco non è stato disputato nella stagione 1951, non tenutosi a causa di problemi di budget e mancanza di regolamenti nella categoria, nel 1953 e nel 1954, non disputatosi in quanto i regolamenti delle vetture non furono finalizzati in Formula 1, e nella stagione 2020 a causa delle problematiche dettate dalla pandemia di COVID-19 e per l'allestimento del tracciato cittadino in tempi brevi.
Ayrton Senna è il pilota più vincente nel Gran Premio di Monaco, con sei successi. Il brasiliano vinse l'edizione del 1987 con la Lotus, prima di segnare il record di vittorie consecutive, cinque, dal 1989 al 1993 con la McLaren. Senna è seguito da Graham Hill e Michael Schumacher, con cinque vittorie a testa. Il brasiliano detiene anche il record del maggior numero di pole position, con cinque; ottenne la partenza al palo nel 1985 con la Lotus e successivamente per quattro volte consecutive con la McLaren, dal 1988 al 1991. La scuderia di Woking detiene il maggior numero di vittorie (15); oltre alle vittorie di Senna, il costruttore britannico vinse con Alain Prost dal 1984 al 1986 e nel 1988, con Mika Häkkinen nel 1998, con David Coulthard nel 2000 e 2002, con Kimi Räikkönen nel 2005, con Fernando Alonso nel 2007 e con Lewis Hamilton nel 2008. Dietro al costruttore britannico si piazzano la Ferrari con nove successi e la Lotus con sette. Cinque piloti dell'attuale campionato hanno trionfato in questo appuntamento. Il pilota britannico della Mercedes, Lewis Hamilton, ha vinto nel 2008 con la McLaren, e nel 2016 e 2019 con la scuderia tedesca. Lo spagnolo dell'Aston Martin, Fernando Alonso, vinse nel 2006 con l'ex scuderia denominata Renault e nel 2007 con la McLaren. L'australiano della RB, Daniel Ricciardo, trionfò nel 2018 con la Red Bull Racing, l'unica vittoria delle otto totali in carriera ottenuta dalla pole position, mentre il messicano Sergio Pérez della scuderia austriaca vinse nel 2022 con il costruttore di Milton Keynes. Cinque piloti dell'attuale campionato sono partiti in pole position in questa gara. Alonso nel 2006 e 2007, Hamilton nel 2015 e 2019, Ricciardo nel 2016, alla prima partenza al palo in carriera, e 2018, il pilota locale della Ferrari, Charles Leclerc, nel 2021 e 2022, e l'olandese campione del mondo della Red Bull Racing, Max Verstappen, nel 2023. Pérez ottenne il primo giro più veloce in carriera nel 2012 con la Sauber. Da allora ne ha ottenuti ulteriori dieci. Due delle tre pole position in carriera di Ricciardo sono state ottenute sul circuito monegasco, dove vinse anche per due volte in Formula Renault 3.5. La Red Bull Racing ottenne il primo podio della storia nel 2006 grazie al terzo posto di David Coulthard, al suo duecentesimo Gran Premio. Nel 2018 Leclerc divenne il primo pilota locale a competere nel proprio Gran Premio di casa da Olivier Beretta nel 1994. La Ferrari fece il suo debutto nella categoria su questo tracciato durante la prima stagione del mondiale, nel 1950, mentre la McLaren debuttò in questo Gran Premio nell'edizione del 1966. Trentuno dei sessantanove Gran Premi fin qui disputati sono stati vinti partendo dalla pole position. L'appuntamento è stato vinto per quarantasette volte dalla prima fila. Olivier Panis detiene il record quale pilota vincitore dalla posizione più indietro in griglia di partenza, la quattordicesima, nel 1996. L'edizione, condizionata dalla pioggia e con la percentuale più alta di sempre di ritiri (85,7%), ha visto solo tre vetture tagliare il traguardo. Panis è uno dei nove piloti ad aver ottenuto la prima vittoria in carriera nel Principato, insieme a Juan Manuel Fangio (1950), Maurice Trintignant (1955), Jack Brabham (1959), Denny Hulme (1967), Jean-Pierre Beltoise (1972), Patrick Depailler (1978), Riccardo Patrese (1982) e Jarno Trulli (2004). Per Panis, Beltoise e Trulli fu l'unica vittoria della carriera. Le edizioni del 2003 e 2021 segnarono zero sorpassi, mentre quella inaugurale del 1950 fu corsa alla media oraria più bassa di sempre (98,701 km/h). L'edizione più veloce di sempre è quella del 2021, corsa con una velocità media di 157,833 km/h; il precedente record di 155,552 km/h risaliva all'edizione del 2007.
La McLaren corre con una speciale livrea che presenta una colorazione verde, gialla e blu dedicata ad Ayrton Senna, il pilota più volte vincitore del Gran Premio di Monaco, con sei affermazioni. Anche nelle edizioni del 2021 e 2023 il costruttore britannico corse con due speciali livree. Nel primo caso gareggiò con una livrea caratterizzata dal suo classico arancione, unito all'azzurro dello sponsor Gulf Oil, mentre nel secondo corse con una livrea celebrativa per omaggiare le vittorie ottenute, tra il 1974 e il 1995, nella 500 Miglia di Indianapolis, nel Gran Premio di Monaco e nella 24 Ore di Le Mans, riconoscimento chiamato Triple Crown, come parte dei festeggiamenti dei sessant'anni della squadra.
L'ex pilota di Formula 1, il britannico Derek Warwick, è nominato commissario aggiunto per la gara. Ha svolto già in passato tale funzione, l'ultima nel Gran Premio del Bahrein, gara inaugurale del campionato. Warwick fu designato commissario aggiunto anche nelle edizioni 2014, 2017 e 2022. È la casa automobilistica tedesca Mercedes a fornire la safety car e la medical car, per l'ultima volta fornitrice delle vetture nel precedente Gran Premio dell'Emilia-Romagna.

## Prove

### Resoconto
Lewis Hamilton è il più veloce della prima sessione del venerdì. Il pilota della Mercedes ha colto una prestazione a un secondo del tempo della pole position dell'edizione 2023. Alle sue spalle si è piazzato Oscar Piastri, che ha preceduto l'altro pilota della Mercedes, Russell. Leclerc, quinto, è il primo dei piloti che hanno utilizzato solo gomme a mescola media. A fine turno la Ferrari del pilota monegasco ha subito un piccolo danno al fondo, dopo aver raccolto dei detriti lasciati da Zhou Guanyu, che il pilota cinese aveva lasciato dopo aver colpito le barriere alla Sainte Devote. La sessione, per questo incidente, è stata anche interrotta con bandiera rossa. Verstappen, un altro pilota che non ha usato le coperture più morbide, ha colto solo l'undicesimo tempo, commettendo anche dei piccoli errori di guida. Gasly non ha potuto compiere più di dieci giri, a causa di un guasto agli scarichi.
La Sauber e l'Aston Martin sono state multate, rispettivamente, di 1 000 e 100 euro da parte della Federazione in quanto Valtteri Bottas e Lance Stroll hanno superato la velocità minima stabilita dentro la corsia dei box.
Nella seconda sessione di prove libere solo Charles Leclerc è stato capace di battere Hamilton. Il ferrarista è stato il più veloce sia con gomme medie, che con gomme soft, mescola non utilizzata dal pilota di casa, nella prima sessione. Il tempo di Leclerc è inferiore al tempo che l'anno precedente consentì a Verstappen di ottenere la partenza al palo. Hamilton, staccato di meno di due decimi, non ha mostrato, però, un buon passo per la gara. Terzo è salito Fernando Alonso, capace di fare meglio di Verstappen. Il campione del mondo, penalizzato da un forte saltellamento, è staccato di mezzo secondo, dalla migliore prestazione.
Leclerc si conferma quale pilota più rapido, anche nella terza sessione di prove. Il pilota della Ferrari ha condotto per l'intera durata delle prove, e solo nei minuti finali Max Verstappen, secondo, è riuscito a portarsi a meno di due decimi dal suo tempo. Ha chiuso col sesto tempo Carlos Sainz Jr., che però non ha cercato il giro rapido, nella parte finale di sessione. La sessione è stata interrotta dopo l'incidente che ha coinvolto Valtteri Bottas: il finlandese ha sbattuto contro le barriere, all'uscita della seconda curva delle Piscine. La Sauber, ormai priva di direzionalità, si è fermata in mezzo alla Rascasse, non permettendo alle altre monoposto di proseguire.
Al termine della terza sessione di prove libere del sabato, Lando Norris e George Russell vengono convocati dai commissari sportivi a causa di un'incompresione tra i due piloti alla curva 10. Norris riceve una reprimenda legata alla guida, la seconda della stagione. Max Verstappen viene convocato per aver guidato troppo lentamente sul rettilineo del traguardo. Il pilota della Red Bull Racing riceve un avvertimento.

### Risultati
Nella prima sessione del venerdì si è avuta questa situazione:
| Pos | Nº | Pilota         | Costruttore      | Tempo    | Gap    | Giri |
| --- | -- | -------------- | ---------------- | -------- | ------ | ---- |
| 1   | 44 | Lewis Hamilton | Mercedes         | 1'12"169 |        | 35   |
| 2   | 81 | Oscar Piastri  | McLaren-Mercedes | 1'12"198 | +0"029 | 31   |
| 3   | 63 | George Russell | Mercedes         | 1'12"295 | +0"126 | 35   |

Nella seconda sessione del venerdì si è avuta questa situazione:
| Pos | Nº | Pilota          | Costruttore                  | Tempo    | Gap    | Giri |
| --- | -- | --------------- | ---------------------------- | -------- | ------ | ---- |
| 1   | 16 | Charles Leclerc | Ferrari                      | 1'11"278 |        | 37   |
| 2   | 44 | Lewis Hamilton  | Mercedes                     | 1'11"466 | +0"188 | 32   |
| 3   | 14 | Fernando Alonso | Aston Martin Aramco-Mercedes | 1'11"753 | +0"475 | 37   |

Nella sessione del sabato si è avuta questa situazione:
| Pos | Nº | Pilota          | Costruttore                | Tempo    | Gap    | Giri |
| --- | -- | --------------- | -------------------------- | -------- | ------ | ---- |
| 1   | 16 | Charles Leclerc | Ferrari                    | 1'11"369 |        | 26   |
| 2   | 1  | Max Verstappen  | Red Bull Racing-Honda RBPT | 1'11"566 | +0"197 | 27   |
| 3   | 44 | Lewis Hamilton  | Mercedes                   | 1'11"710 | +0"341 | 25   |

## Qualifiche

### Resoconto
Diversi minuti prima dell'inizio delle qualifiche quasi tutti i piloti si portano nella corsia dei box, per poter entrare in pista non appena il semaforo verde dia inizio alla sessione. Lewis Hamilton chiude il primo giro veloce in 1'12"954; Verstappen è capace presto di portare il limite in 1'12"790. I piloti affrontano la sessione con poche soste, inanellando diversi giri rapidi consecutivi. Successivamente tocca a Kevin Magnussen ottenere il nuovo primato, battuto da Nico Hülkenberg, l'altro pilota della Haas (1'12"416). Né Piastri né Leclerc sono capaci di superare il tempo del pilota tedesco. Anche Norris resta a 0"193 da Hülkenberg. Russell è capace di migliorare il tempo, con 1'12"267, mentre Esteban Ocon si porta al terzo posto. Meglio fa Sainz Jr., che è secondo, prima che Verstappen abbassi ancora il limite, in 1'12"084. Piastri è il primo a scendere sotto il muro del minuto e dodici. Le due Aston Martin ottengono il terzo tempo con Alonso e il quarto con Lance Stroll. Leclerc, che si lamenta per essere stato mandato in pista non in sincronia con gli altri piloti, tanto da costringerlo a rallentare molto nel suo giro lento, per far passare gli altri concorrenti, e del traffico nei suoi giri rapidi, è solo nono. Pierre Gasly sale terzo, e Ocon conferma la competitività dell'Alpine, col quinto tempo. Si trova in difficoltà Sergio Pérez, che non fa meglio del quattordicesimo tempo. Hamilton rimonta secondo, mentre Sainz Jr. prende il quarto tempo. Riprende il comando Magnussen, battuto da Leclerc (1'11"653), che è riuscito a esprimere il suo potenziale. Hülkenberg resta a due soli decimi dal monegasco. Riprende la terza posizione Verstappen, mentre Alexander Albon scala quinto. Tsunoda, autore del miglior parziale del secondo settore, è settimo. Pérez è ancora quattordicesimo, mentre passa al comando Russell, giusto davanti a Hamilton, staccato di 0"036. Alonso resta tredicesimo, penalizzato dal traffico alla Rascasse; Sainz Jr., invece, ritorna terzo, Albon è quinto, Piastri scala secondo, e anche Gasly entra nella quindicina dei qualificati, così come Norris, in zona pericolo fino all'ultimo tentativo. Non accedono alla fase successiva Alonso, Sargeant, Pérez, Bottas e Zhou.
In Q2 Norris marca un tempo di 1'11"372; Max Verstappen fa meglio: 1'11"196. Poco dopo è Leclerc a passare in seconda posizione, presto battuto da Yuki Tsunoda. Solo Sainz Jr. è capace di superare il tempo del campione del mondo, con 1'11"177. In seguito l'olandese è nuovamente in grado di scalare primo. Ocon, quarto, viene, nel suo giro, anche rallentato da Hülkenberg al Beau Rivage e al Casino, tanto da essere messo sotto inchiesta dai commissari.  Albon si piazza provvisoriamente nei primi dieci, così come Gasly, che sale sesto. Grazie al migliore secondo settore in assoluto, Hamilton è terzo. Oscar Piastri scala al comando (1'10"756), pur avendo colpito, leggermente, un guard-rail. Leclerc si migliora, ma resta alle spalle dell'australiano, per 0"069. L'altro pilota della McLaren, Norris, invece, è capace di battere Piastri. Verstappen s'intercala tra le due vetture britanniche, mentre Hamilton è sesto, davanti a Sainz Jr.. Gasly si conferma tra i qualificati, così come Tsunoda. Non entrano nella fase finale Ocon, Hülkenberg, Ricciardo, Stroll e Magnussen.
La fase decisiva inizia con Albon (1'11"805), battuto da Hamilton (1'10"975). Leclerc, bel suo primo giro, si lamenta alla radio, per qualcosa che lo disturba nell'usare correttamente i pedali della sua monoposto. Ciò non gli impedisce di chiudere in 1'10"418. Russell e Gasly optano per due giri di riscaldamento. Piastri segna il secondo tempo, Norris il terzo, mentre anche Verstappen percorre due giri di lancio, prima di cercare il tempo. Sainz Jr. si piazza tra le due McLaren. Russell sale quarto, staccato di mezzo secondo da Leclerc; meglio fa Verstappen che, però, è terzo, dopo un secondo settore poco competitivo. Il pilota della Red Bull Racing si lamenta per i problemi al Mirabeau e alla chicane del porto. I piloti della Mercedes cercano subito un altro giro veloce: Hamilton migliora, ed è quarto. Il sette volte campione del mondo viene preceduto da Russell, terzo, davanti a Verstappen. Nel suo ultimo giro quest'ultimo non migliora, e si lamenta di aver anche toccato le barriere, tanto da abortire l'ultimo tentativo. Leclerc si migliora ancora, portando il limite in 1'10"270. Piastri resta secondo, mentre Sainz Jr. progredisce al terzo posto, superando Norris che, pur migliorando, è quarto.
Charles Leclerc conquista la ventiquattresima pole position in carriera, la prima da quella ottenuta nel Gran Premio di Las Vegas 2023, sede di un altro circuito cittadino. Per il pilota locale della Ferrari è la terza partenza al palo nel Gran Premio di Monaco, la prima da quella ottenuta nell'edizione 2022. Per la scuderia di Maranello è la duecentocinquantesima partenza in prima posizione della storia, la prima da quella conquistata a Las Vegas proprio con Leclerc, e la tredicesima complessiva in questo appuntamento dopo quella ottenuta con il pilota monegasco nel 2022. Per Piastri, secondo, è la seconda prima fila in carriera dopo il Gran Premio del Giappone 2023. Sainz Jr. si è qualificato terzo, per la seconda volta in carriera tra i primi tre nel Principato.
Il quarto posto di Norris è il suo miglior inizio in carriera in questo appuntamento. Russell è quinto classificato, e supera il compagno di scuderia Hamilton 7-1 in stagione nelle prove ufficiali. Hamilton, settimo, eguaglia la miglior partenza stagionale. È la prima partenza della Mercedes nei primi cinque dal Gran Premio del Bahrein, gara inaugurale del campionato. Verstappen, sesto, è a soli 0"049 dal terzo posto occupato da Sainz Jr. Per Tsunoda l'ottava piazza è la sesta partenza nei primi dieci nelle ultime sette gare. Albon, nono, ottiene la qualificazione alla Q3 per la prima volta in stagione. La Williams è qualificata nei primi dieci sul circuito di Monte Carlo per la prima volta dall'edizione 2016. L'Alpine, grazie alla decima posizione di Gasly, è qualificata nei primi dieci per la prima volta in stagione. Gasly fa meglio del connazionale e compagno di squadra Ocon in qualifica per la seconda volta in stagione. Hülkenberg è qualificato dodicesimo dopo aver raggiunto la Q3 sul circuito monegasco solamente una volta in carriera, nel 2016. Ricciardo manca l'accesso all'ultima fase, e viene sopravanzato dal compagno Tsunoda in qualifica per 7-1 fin qui in stagione. Stroll è quattordicesimo ed è ora in parità 4-4 in qualifica con il compagno di scuderia Alonso. Lo spagnolo, sedicesimo, viene eliminato in Q1 per la seconda gara consecutiva, nonostante fosse a solo mezzo secondo dal miglior tempo in Q1. Sargeant, diciassettesimo, eguaglia la miglior prestazione in qualifica dell'anno, mentre Pérez è eliminato nella prima fase per la seconda edizione consecutiva della gara. Bottas si schiera in ultima fila in diciannovesima posizione in quel che è il suo peggior risultato della stagione. Il compagno di scuderia Zhou è il pilota più lento in qualifica per la quinta volta in otto Gran Premi stagionali.
Leclerc è il secondo pilota differente in stagione in pole position dopo Verstappen, ed eguaglia il numero delle partenze al palo nella storia del mondiale di Niki Lauda e Nelson Piquet. Leclerc ottiene tre partenze in prima posizione nel Principato come Stirling Moss, Niki Lauda e Michael Schumacher. Il monegasco non è mai partito in condizioni di bandiera verde dalla prima piazza dopo un ritiro nell'edizione 2021 e l'inizio sotto il regime di safety car nel 2022. Il circuito di Monte Carlo diventa il tracciato, insieme a quello di Baku, nel quale Leclerc ha ottenuto la pole position più volte. Leclerc è ora il secondo pilota della Ferrari con il maggior numero di pole position dopo Michael Schumacher. La Ferrari è il secondo costruttore diverso in prima posizione in stagione in qualifica dopo la Red Bull Racing, ed estende il record personale del maggior numero di partenze in prima posizione nel Gran Premio di Monaco, con tredici. Verstappen termina una striscia record di otto pole position consecutive, oltre che di sette partenze al palo di fila da inizio campionato. La McLaren ottiene la prima fila nella gara monegasca per la prima volta dall'edizione 2011 con Jenson Button.
La prima fila in griglia di partenza è inedita. I primi due costruttori sono i primatisti di pole position nel Gran Premio di Monaco. Il tempo della pole position di 1'10"270 ottenuto da Leclerc rappresenta il secondo rilievo cronometrico più rapido sul circuito di Monaco in settanta corse disputate, utilizzando otto configurazioni diverse, alla media di 170,957 km/h. Leclerc non ha vinto nessuna corsa delle sue ultime dodici partenze dalla pole position, la seconda serie più lunga della storia alle spalle di René Arnoux, con 13. Il monegasco ha trionfato solamente quattro volte dopo essere partito primo.
Sono stati cancellati 34 tempi dai commissari sportivi ai piloti per non aver rispettato i limiti della pista, durante le qualifiche. Si sono visti cancellare il tempo sette volte Nico Hülkenberg (quattro volte alla curva 10 e tre volte alla curva 1), sei volte Daniel Ricciardo (quattro volte alla curva 10 e due volte alla curva 1), cinque volte Carlos Sainz Jr. (tre volte alla curva 10 e due volte alla curva 1), quattro volte George Russell (tre volte alla curva 10 e una volta alla curva 1) e Lando Norris (due volte alla curva 10, una volta alla curva 1 e una volta alla curva 16), tre volte Sergio Pérez (tutte e tre le volte alla curva 10), due volte Lance Stroll (una volta alla curva 10 e una volta alla curva 1), una volta Lewis Hamilton (alla curva 10), Zhou Guanyu (alla curva 1) e Oscar Piastri (alla curva 10). Logan Sargeant, Stroll, Hamilton, Yuki Tsunoda, Esteban Ocon e Pierre Gasly non ricevono sanzioni da parte dei commissari sportivi, per non aver rispettato le istruzioni stabilite dalla direzione gara. Tutti i piloti hanno superato il tempo limite di un minuto e ventiquattro secondi valevole tra la seconda linea della safety car e la prima di essa. Sargeant e Stroll nel corso del quinto giro in Q1, Hamilton nel corso del settimo, Tsunoda nel corso del nono, Ocon nel corso dell'undicesimo, sempre nella stessa fase, e Gasly nel corso del trentunesimo, in Q3.
Al termine delle qualifiche, Nico Hülkenberg ed Esteban Ocon vengono convocati dai commissari sportivi in quanto il pilota tedesco ha ostacolato quello francese alla curva 3, durante la Q2. Hülkenberg non riceve sanzioni. Carlos Sainz Jr. e Alexander Albon vengono convocati in quanto il pilota spagnolo ha ostacolato quello thailandese alla curva 15, nel corso della Q1. Sainz Jr. non riceve sanzioni. Dopo le verifiche tecniche effettuate dalla Federazione, l'alettone posteriore che permette l'utilizzo del DRS della vettura di Kevin Magnussen e Nico Hülkenberg non risulta conforme al regolamento tecnico, quando il dispositivo è in funzione. La Haas viene convocata dai commissari sportivi. Magnussen e Hülkenberg, qualificati rispettivamente in quindicesima e dodicesima posizione, vengono squalificati dalla sessione di qualifica. Entrambi i piloti vengono autorizzati alla partenza da parte dei commissari.

### Risultati
Nella sessione di qualifica si è avuta questa situazione:
| Pos                         | Nº | Pilota           | Costruttore                  | Q1       | Q2       | Q3       | Griglia |
| --------------------------- | -- | ---------------- | ---------------------------- | -------- | -------- | -------- | ------- |
| 1                           | 16 | Charles Leclerc  | Ferrari                      | 1'11"584 | 1'10"825 | 1'10"270 | 1       |
| 2                           | 81 | Oscar Piastri    | McLaren-Mercedes             | 1'11"500 | 1'10"756 | 1'10"424 | 2       |
| 3                           | 55 | Carlos Sainz Jr. | Ferrari                      | 1'11"543 | 1'11"075 | 1'10"518 | 3       |
| 4                           | 4  | Lando Norris     | McLaren-Mercedes             | 1'11"760 | 1'10"732 | 1'10"542 | 4       |
| 5                           | 63 | George Russell   | Mercedes                     | 1'11"492 | 1'10"929 | 1'10"543 | 5       |
| 6                           | 1  | Max Verstappen   | Red Bull Racing-Honda RBPT   | 1'11"711 | 1'10"745 | 1'10"567 | 6       |
| 7                           | 44 | Lewis Hamilton   | Mercedes                     | 1'11"528 | 1'11"056 | 1'10"621 | 7       |
| 8                           | 22 | Yūki Tsunoda     | RB-Honda RBPT                | 1'11"852 | 1'11"106 | 1'10"858 | 8       |
| 9                           | 23 | Alexander Albon  | Williams-Mercedes            | 1'11"623 | 1'11"216 | 1'10"948 | 9       |
| 10                          | 10 | Pierre Gasly     | Alpine-Renault               | 1'11"714 | 1'10"896 | 1'11"311 | 10      |
| 11                          | 31 | Esteban Ocon     | Alpine-Renault               | 1'11"887 | 1'11"285 | N.D.     | 11      |
| 12                          | 3  | Daniel Ricciardo | RB-Honda RBPT                | 1'11"785 | 1'11"482 | N.D.     | 12      |
| 13                          | 18 | Lance Stroll     | Aston Martin Aramco-Mercedes | 1'11"728 | 1'11"563 | N.D.     | 13      |
| 14                          | 14 | Fernando Alonso  | Aston Martin Aramco-Mercedes | 1'12"019 | N.D.     | N.D.     | 14      |
| 15                          | 2  | Logan Sargeant   | Williams-Mercedes            | 1'12"020 | N.D.     | N.D.     | 15      |
| 16                          | 11 | Sergio Pérez     | Red Bull Racing-Honda RBPT   | 1'12"060 | N.D.     | N.D.     | 16      |
| 17                          | 77 | Valtteri Bottas  | Kick Sauber-Ferrari          | 1'12"512 | N.D.     | N.D.     | 17      |
| 18                          | 24 | Zhou Guanyu      | Kick Sauber-Ferrari          | 1'13"028 | N.D.     | N.D.     | 18      |
| SQ                          | 27 | Nico Hülkenberg  | Haas-Ferrari                 | 1'11"876 | 1'11"440 | N.D.     | 19      |
| SQ                          | 20 | Kevin Magnussen  | Haas-Ferrari                 | 1'11"832 | 1'11"725 | N.D.     | 20      |
| Tempo limite 107%: 1'16"496 |    |                  |                              |          |          |          |         |

In grassetto sono indicate le migliori prestazioni in Q1, Q2 e Q3.

## Gara

### Resoconto
Leclerc mantiene il comando alla partenza: dietro Carlos Sainz Jr. attacca Piastri; le due vetture vanno a contatto e lo spagnolo incombe in una foratura, che lo porta ad uscire di traiettoria e fermarsi al Casino. Nelle retrovie, alla curva Massenet, Sergio Pérez va al contatto con Kevin Magnussen; la vettura del pilota messicano carambola contro le barriere e colpisce successivamente anche l'altra Haas di Nico Hülkenberg. La gara viene interrotta con bandiera rossa, non prima che un altro incidente coinvolga le due Alpine all'entrata del Tunnel. In questo caso è Ocon che colpisce la monoposto di Gasly.
La gara viene ripresa dopo circa tre quarti d'ora. La SF-24 dello spagnolo è riportata ai box col carro attrezzi, ma Sainz Jr. può ripartire dalla terza piazzola della griglia in quanto l'ordine di ripartenza è quello del primo settore della pista. Nel corso della seconda partenza Leclerc mantiene il comando, davanti a Piastri, Sainz Jr., Norris, tutti con gomme hard e quindi senza necessità di effettuare un cambio gomme, e Russell su gomme medie, anch'esso senza l'obbligo della sosta. In questa ripartenza tutto si svolge in maniera regolare, senza incidenti. I primi quattro mantengono distacchi limitati, mentre George Russell mantiene un ritmo più lento, per cercare di allungare lo stint con le gomme medie fino al termine della corsa. Questo potrebbe consentire, nel corso della gara, a Lando Norris un pit stop, senza la perdita della posizione.
Solo dopo una ventina di giri Piastri sembra perdere qualche decimo da Leclerc. Il monegasco viene invitato a rallentare per non consentire a Norris di avere il margine sufficiente per un cambio gomme, così da proteggere Sainz Jr., da un possibile attacco. Leclerc supera agevolmente dei doppiaggi, e incrementa il suo distacco su Oscar Piastri portandolo a circa 2"5. Attorno al quarantaseiesimo giro si apre per Norris la possibilità del pit stop, ma la scuderia decide di non rischiare il cambio gomme. Lance Stroll, dopo aver toccato delle barriere, è costretto a un cambio gomme. Al cinquantaduesimo giro Lewis Hamilton passa alle gomme medie. Poco dopo anche Max Verstappen opta per la stessa manovra.
Dopo 56 giri Leclerc comanda con 1"6 su Piastri, 3"2 su Sainz Jr., 3"6 su Norris e 25" su Russell. Hamilton, nel frattempo, dopo il cambio gomme, gira tre secondi più rapido dei primi quattro. Lui e Verstappen, nel corso della parte finale di gara, si contendono il giro veloce. Attorno al sessantesimo giro Verstappen si è avvicinato a Russell, ma non trova lo spunto per il sorpasso. Negli ultimi giri Leclerc allunga su Piastri, in netta difficoltà dimostrata dal rapido incremento dei tempi sul giro, l'australiano vede chiudere il suo distacco da Sainz Jr. e Norris; la classifica rimarrà, però, invariata.
Charles Leclerc vince il sesto Gran Premio in carriera, il primo successo dal Gran Premio d'Austria 2022. Per il pilota monegasco della Ferrari è la prima vittoria nel Gran Premio di casa. Per la scuderia di Maranello è il duecentoquarantacinquesimo trionfo nella storia del mondiale, il secondo della stagione dopo quello nel Gran Premio d'Australia con Sainz Jr., e il decimo complessivo in questo appuntamento, per la prima volta dal successo nell'edizione 2017 con Sebastian Vettel. Per Piastri, secondo, è il terzo podio in carriera, ed eguaglia il miglior piazzamento in carriera in gara del Gran Premio del Qatar 2023. Per la McLaren è il miglior risultato nel Principato dalla vittoria di Hamilton nel 2008. Per Sainz Jr., terzo, è il quarto podio del campionato e il ventiduesimo in carriera, nonché il centotrentesimo per la Spagna. Sainz Jr., che non ha concluso oltre la quinta posizione in stagione, guadagna la quarta posizione in classifica piloti, nel terzo podio in carriera sul circuito di Monte Carlo.
Norris, quarto, termina una striscia di tre gare a podio. Il britannico ottiene la terza posizione in classifica piloti ai danni di Pérez. La quinta posizione di Russell è il miglior risultato stagionale della Mercedes, al pari di quello del Gran Premio del Bahrein, gara d'apertura del campionato. Per Verstappen la sesta posizione è il piazzamento più basso dal Gran Premio di San Paolo 2022, dove concluse nella stessa piazza. L'olandese termina una striscia di undici gare consecutive in testa nel corso del primo giro. Hamilton, settimo, termina nei primi otto per la sedicesima volta in diciassette apparizioni nella gara monegasca. Il britannico conclude nella stessa posizione da dove è partito in questo appuntamento per la quinta volta nelle ultime sei gare. Tsunoda, ottavo, ottiene i primi punti in carriera a Monaco. Grazie al nono posto, Albon e la Williams ottengono i primi punti stagionali. La Sauber è l'unica squadra a non aver ancora ottenuto punti in campionato. Gasly, dopo una collisione con il compagno di scuderia Ocon nel corso del primo giro, ottiene i primi punti dell'anno, e il secondo stagionale per l'Alpine. Alonso non ottiene punti per la seconda gara di fila dopo averli conquistati nei primi sei Gran Premi dell'anno. Hülkenberg è ritirato nel corso del primo giro per la dodicesima volta in carriera, più di ogni altro pilota del campionato.
Leclerc, dopo una striscia di trentanove gare consecutive senza vittoria, è il quarto pilota differente a vincere in stagione, nonché il trentasettesimo diverso nel Gran Premio di Monaco, alla settantesima edizione, e il trentacinquesimo della storia a trionfare in casa propria. Il monegasco vince per la seconda volta in carriera una corsa dopo averla condotta per tutti i suoi giri, e trionfa solamente per la quinta volta partendo dalla pole position dopo ventiquattro partenze al palo in carriera fin qui ottenute. Egli termina una striscia di dodici Gran Premi in cui aveva ottenuto la partenza in prima posizione senza poi riuscire a vincere la corsa, la seconda serie più lunga della storia alle spalle di René Arnoux, con 13. Leclerc è il primo pilota della Ferrari che parte in pole position e vince il Gran Premio di Monaco da Jody Scheckter nell'edizione 1979. Leclerc è il secondo monegasco a vincere nel Principato dopo Louis Chiron nel 1931. Per un pilota di questa nazionalità è il primo podio nel Gran Premio di casa sempre dallo stesso Louis Chiron nella prima edizione valida per il campionato mondiale, nel 1950. Leclerc, che non aveva mai concluso a podio sia in Formula 1 che in Formula 2 a Monaco, vince nel sesto Gran Premio differente in altrettante vittorie conquistate, così come sul sesto tracciato diverso. Leclerc, che ottiene punti per la diciassettesima gara consecutiva, conquista il quinto podio nelle prime otto gare, dopo essere riuscito a conquistarne solo quattro nelle prime venti gare del campionato precedente. La Ferrari, al decimo trionfo a Monaco, interrompe una striscia di tre successi consecutivi della Red Bull Racing nel Principato. Le ultime sei pole position del costruttore italiano in questo appuntamento non avevano portato nessuna vittoria. Per la prima volta dall'edizione 2007 una Red Bull Racing non conclude nei primi cinque. La scuderia di Milton Keynes ottiene solo otto punti, il numero più basso dal Gran Premio del Bahrein 2022.
Il premio del pilota del giorno viene assegnato al vincitore del Gran Premio per la cinquantesima volta dopo l'introduzione del riconoscimento nella stagione 2016. Hamilton è il sesto pilota differente in stagione autore del giro più veloce della gara, su otto Gran Premi fin qui disputati. Il tempo di 1'14"165 del britannico rappresenta il secondo rilievo cronometrico più rapido in condizioni di gara sul circuito di Monaco in settanta corse disputate, utilizzando otto configurazioni diverse, alla media di 161,979 km/h. È stato il più lento Gran Premio di Monaco del nuovo millennio sul tempo della distanza di gara, corso alla media di 109,013 km/h. Per la seconda volta in stagione, dopo il Gran Premio del Giappone, la gara è interrotta con bandiera rossa, sempre nel corso del primo giro, per l'ottantasettesima volta nella storia, e per l'ottava volta in questo appuntamento. Il podio composto da Leclerc, Piastri e Sainz Jr. è inedito nella storia del mondiale. La corsa ha visto il maggior numero di piloti ritirati in stagione, quattro, e solo sette concludono a pieni giri. I primi dieci classificati terminano nelle stesse posizioni di partenza, per un nuovo record. Il primato precedente era quello dei primi sei classificati in ordine di griglia nei Gran Premi di Monaco e Singapore della stagione 2018, e nel Gran Premio del Belgio 2021. La gara è vinta dal pilota partito in pole position per la trentaduesima volta in settanta edizioni disputate (45,71%). Solamente sette soste regolari ai box sono state completate nel corso della gara, il numero più basso mai registrato nell'era moderna della categoria. È stato il quarto Gran Premio di Monaco consecutivo, in condizioni di asciutto, condotto per tutti i suoi giri da un solo pilota. Red Bull Racing, Ferrari e McLaren hanno conquistato qualsiasi posizione del podio finora in campionato.
Sono stati cancellati cinque tempi dai commissari sportivi ai piloti per non aver rispettato i limiti della pista, durante la gara. Si sono visti cancellare il tempo Valtteri Bottas (alla curva 10), Lance Stroll (alla curva 16), Fernando Alonso, Lewis Hamilton e Lando Norris (alla curva 10).

### Risultati
I risultati del Gran Premio sono i seguenti:
| Pos | Nº | Pilota           | Costruttore                  | Giri | Tempo/Ritiro                | Griglia | Punti |
| --- | -- | ---------------- | ---------------------------- | ---- | --------------------------- | ------- | ----- |
| 1   | 16 | Charles Leclerc  | Ferrari                      | 78   | 2h23'15"554                 | 1       | 25    |
| 2   | 81 | Oscar Piastri    | McLaren-Mercedes             | 78   | +7"152                      | 2       | 18    |
| 3   | 55 | Carlos Sainz Jr. | Ferrari                      | 78   | +7"585                      | 3       | 15    |
| 4   | 4  | Lando Norris     | McLaren-Mercedes             | 78   | +8"650                      | 4       | 12    |
| 5   | 63 | George Russell   | Mercedes                     | 78   | +13"309                     | 5       | 10    |
| 6   | 1  | Max Verstappen   | Red Bull Racing-Honda RBPT   | 78   | +13"853                     | 6       | 8     |
| 7   | 44 | Lewis Hamilton   | Mercedes                     | 78   | +14"908                     | 7       | 7     |
| 8   | 22 | Yūki Tsunoda     | RB-Honda RBPT                | 77   | +1 giro                     | 8       | 4     |
| 9   | 23 | Alexander Albon  | Williams-Mercedes            | 77   | +1 giro                     | 9       | 2     |
| 10  | 10 | Pierre Gasly     | Alpine-Renault               | 77   | +1 giro                     | 10      | 1     |
| 11  | 14 | Fernando Alonso  | Aston Martin Aramco-Mercedes | 76   | +2 giri                     | 14      |       |
| 12  | 3  | Daniel Ricciardo | RB-Honda RBPT                | 76   | +2 giri                     | 12      |       |
| 13  | 77 | Valtteri Bottas  | Kick Sauber-Ferrari          | 76   | +2 giri                     | 17      |       |
| 14  | 18 | Lance Stroll     | Aston Martin Aramco-Mercedes | 76   | +2 giri                     | 13      |       |
| 15  | 2  | Logan Sargeant   | Williams-Mercedes            | 76   | +2 giri                     | 15      |       |
| 16  | 24 | Zhou Guanyu      | Kick Sauber-Ferrari          | 76   | +2 giri                     | 18      |       |
| Rit | 31 | Esteban Ocon     | Alpine-Renault               | 0    | Danni da incidente          | 11      |       |
| Rit | 11 | Sergio Pérez     | Red Bull Racing-Honda RBPT   | 0    | Collisione con K. Magnussen | 16      |       |
| Rit | 27 | Nico Hülkenberg  | Haas-Ferrari                 | 0    | Collisione con S. Pérez     | 19      |       |
| Rit | 20 | Kevin Magnussen  | Haas-Ferrari                 | 0    | Collisione con S. Pérez     | 20      |       |

Lewis Hamilton riceve un punto addizionale per aver segnato il giro più veloce della gara.

## Classifiche mondiali

### Piloti
| Pos | Pilota           | Punti |
| --- | ---------------- | ----- |
| 1   | Max Verstappen   | 169   |
| 2   | Charles Leclerc  | 138   |
| 3   | Lando Norris     | 113   |
| 4   | Carlos Sainz Jr. | 108   |
| 5   | Sergio Pérez     | 107   |
| 6   | Oscar Piastri    | 71    |
| 7   | George Russell   | 54    |
| 8   | Lewis Hamilton   | 42    |
| 9   | Fernando Alonso  | 33    |
| 10  | Yuki Tsunoda     | 19    |
| 11  | Lance Stroll     | 11    |
| 12  | Oliver Bearman   | 6     |
| 13  | Nico Hülkenberg  | 6     |
| 14  | Daniel Ricciardo | 5     |
| 15  | Alexander Albon  | 2     |
| 16  | Esteban Ocon     | 1     |
| 17  | Kevin Magnussen  | 1     |
| 18  | Pierre Gasly     | 1     |

### Costruttori
| Pos | Costruttore                  | Punti |
| --- | ---------------------------- | ----- |
| 1   | Red Bull Racing-Honda RBPT   | 276   |
| 2   | Ferrari                      | 252   |
| 3   | McLaren-Mercedes             | 184   |
| 4   | Mercedes                     | 96    |
| 5   | Aston Martin Aramco-Mercedes | 44    |
| 6   | RB-Honda RBPT                | 24    |
| 7   | Haas-Ferrari                 | 7     |
| 8   | Williams-Mercedes            | 2     |
| 9   | Alpine-Renault               | 2     |

## Decisioni della FIA
Il pilota francese Esteban Ocon dell'Alpine viene sanzionato con dieci secondi sul tempo di gara per aver causato una collisione con il compagno di squadra, il connazionale Pierre Gasly, alla curva 8, nel corso del primo giro. Ocon, ritirato dalla corsa e non in grado di scontare la penalità, viene quindi penalizzato di cinque posizioni sulla griglia di partenza del successivo Gran Premio del Canada, e di due punti sulla superlicenza.